# Flavia Bujor
Flavia Bujor (née en 1988) est une écrivaine et critique littéraire française d'origine roumaine.

## Biographie
Née le 8 août 1988 à Bucarest, fille d'un sculpteur et d'une psychanalyste, elle est arrivée en France à 2 ans. À l'âge de 13 ans, elle écrit son premier roman, La Prophétie des Pierres, traduit en 23 langues (dont l'allemand, l'anglais et l'italien),. 
En 2008, Flavia Bujor entre à l'École normale supérieure (A/L). Elle obtient en 2012 l'agrégation de lettres modernes. 
À partir de 2014, elle prépare sous la direction d'Emmanuel Bouju (université Rennes 2) une thèse de doctorat en littérature comparée intitulée Une poétique de l’étrangeté : plasticité des corps et matérialité du pouvoir (Suzette Mayr, Marie NDiaye, Yoko Tawada), qu'elle soutient en novembre 2018.
Elle est ATER à l'université de Bretagne-Sud depuis 2017.

## Ouvrage
- La Prophétie des pierres, Anne Carrière, Paris, 2002  (ISBN 2-84337-193-7).